# روجر بارت
روجير بارت (بالإنجليزية: Roger Bart) وهو ممثل و مغني أمريكي ولد في 29 سبتمبر 1962 في نوروولك في كونيتيكت في الولايات المتحدة.

## روابط خارجية
- روجر بارت على موقع IMDb (الإنجليزية)
- روجر بارت على موقع ألو سيني (الفرنسية)
- روجر بارت على موقع ميوزك برينز (الإنجليزية)
- روجر بارت على موقع تيرنر كلاسيك موفيز (الإنجليزية)
- روجر بارت على موقع أول موفي (الإنجليزية)
- روجر بارت على موقع قاعدة بيانات برودواي على الإنترنت (الإنجليزية)
- روجر بارت على موقع قاعدة بيانات الأفلام السويدية (السويدية)
- روجر بارت على موقع إن إن دي بي (الإنجليزية)
- روجر بارت على موقع ديسكوغز (الإنجليزية)
- روجر بارت على موقع قاعدة بيانات الفيلم (الإنجليزية)